# Akciové parní mlýny
Akciové parní mlýny, v současnosti Classic 7 Business Park, jsou komplex budov nacházející se v Praze 7 – Holešovicích mezi ulicemi Jankovcova, U Parního mlýna, U Uranie a Na Maninách. Původní industriální areál v letech 2006 až 2008 přestavěla kancelář CMC Architects na kancelářské prostory.

## Historie

### Parní mlýny
V srpnu 1909 byla v reakci na dovoz levného obilí z uherské části podunajské monarchie na popud mlynáře Vávry z Čerčan založena Akciová společnost mlýnů v Praze. Místo pro novostavbu mlýnů společnost zvolila s ohledem na nedaleký holešovický přístav. Budovu po technické stránce vyprojektovali holešovický architekt Josef Vaňha a Ing. Holub, architektonickou koncepci ve stylu moderny navrhl Bohumil Hypšman, žák Otto Wagnera na vídeňské akademii. Technologii pro mlýnici se skladištěm, mísírnou a čístírnou dodala firma Amme, Giesecke & Koenegen se sídlem v Braunschweigu, kotelnu s uhelným silem a strojovnu vybavila První českomoravská továrna na stroje.
Mlýnice v půdorysu protáhlého lichoběžníku vyplnila dostupný pozemek. Vnitřní trojtraktovou konstrukci o šesti podlažích dělily dva příčné komunikační trakty se schodišti. Nad východním schodištěm byla postavena věž se stanovou střechou, ve které byl umístěn vodojem, určený pro zásobování hasičského zařízení. Stavbu nesou obvodové cihlové zdi, vnitřní konstrukci podpírají litinové sloupy a dřevěné trámy. Hypšman potáhl objem fasády lícovými cihlami s roštovým ornamentem mezi okny.
Východně od mlýnice bylo vystavěno obilné silo, opět podle návrhu Josefa Vaňhy. Jeho konstrukce byla tentokrát už železobetonová a silo mělo oproti mlýnici jednodušší dělení fasád.
V roce 1911 vyrostla na přikoupeném pozemku jižně od parních mlýnů budova moučného skladiště. Plány za pražskou pobočku společnosti Ed. Ast & Co. podepsal přímo Ing. Eduard Ast, jenž zde vytvořil železobetonový monolitický osmipodlažní čtyřtakt systému Hennebique. Skladiště tak bylo jednou z prvních staveb postavených v tomto konstrukčním systému v monarchii.
Přilehlé administrativní budovy a hospodářské stavby byly rovněž Vaňhovým dílem, o fasádu se postaral Ing. Novotný.
Parní mlýn byl uveden do provozu v září 1910. Jeho denní kapacita čítala 160 tun umleté pšenice a 50 tun žita. Za první světové války přibylo zařízení na výrobu krup s kapacitou 10 tun ječmene za 24 hodin. Řediteli Maxi Hofmanovi se ve třicátých letech podařilo získat stálá odbytiště a novou síť prodejců, a tak konjunktura společnosti trvala až do druhé světové války.
Na základě dekretu prezidenta republiky (č. 101/1945 Sb., o znárodnění některých podniků průmyslu potravinářského) a vyhlášky ministra výživy (č. 26/1946, o znárodnění podniků průmyslu potravinářského) přešla v roce 1946 akciová společnost pod národní podnik Středočeské mlýny, ve kterém bylo sloučeno 31 velkých mlýnů z celé republiky. V roce 1957 jej přebral národní podnik Pražské pekárny a mlýny. Roku 1960 proběhla elektrifikace a generální rekonstrukce strojního zařízení, obilní silo bylo stavebně propojeno s mlýnicí. Když byl tedy v roce 1965 opět zahájen provoz, výroba vykazovala dvojnásobnou kapacitu.
V devadesátých letech byla technologie demontována a mlýny tak ztratily svůj původní účel. Obilní silo, administrativní budova a hospodářské stavby byly strženy, protože se pro ně nenašlo nové funkční využití. V roce 1991 si komplex pronajala firma Ahema, v roce 1998 budovy koupila Balabenka s.r.o.

### Rekonverze

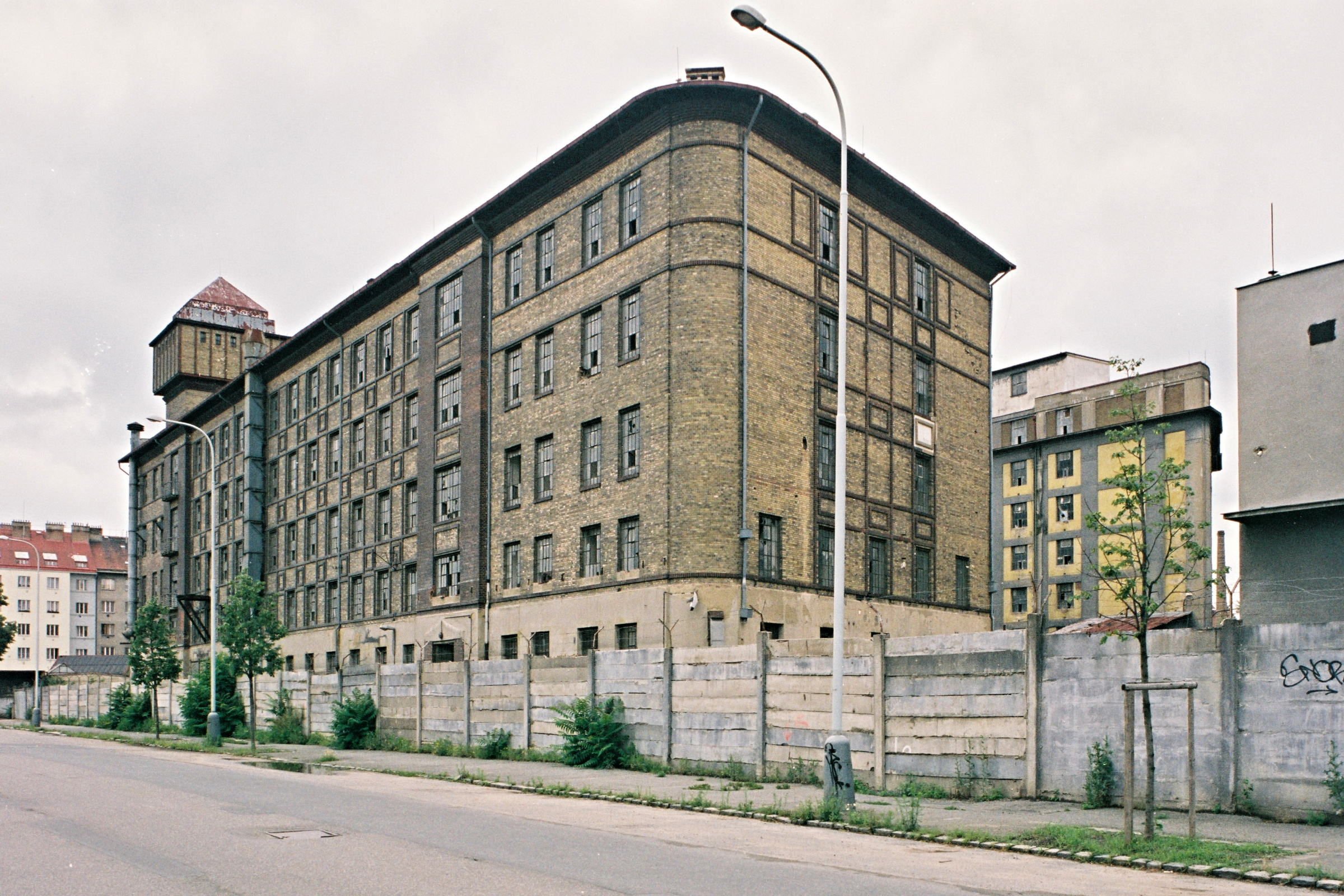
Parní mlýny před rekonverzí

V roce 1999 byla vypracována studie na rekonverzi průmyslových budov na kancelářské prostory. Stavebníci (společnosti Classic 7 a AFI Europe) zadali zakázku ateliéru CMC Architects architektů Davida Chisholma a Víta Másla, kteří přestavěli i budovy holešovického pivovaru. V roce 2003 byl komplex vyhlášen kulturní památkou. Historické budovy parních mlýnů a moučného skladiště byly při rekonverzi probíhající v letech 2006 až 2008 zachovány. Z budovy mlýnů nově vystupují prosklené hmoty arkýřů, na východě k nim architekti přistavěli skleněnou novostavbu a s budovou moučného skladu mlýnici propojili pětipodlažním proskleným křídlem, tzv. krčkem. Moučný sklad dostal navíc ustoupenou první podlažní nástavbu na střeše. V parteru budov získali architekti kancelářské prostory s obchody, restauracemi a kavárnami o celkové výměře 25 000 metrů čtverečních. Uprostřed budov vznikl veřejný prostor se zelení, lavičkami a vodní plochou. Rekonstrukce získala v roce 2009 ocenění Stavba roku.

## Budovy areálu

### Jankovcova 1037/49
Budova bývalé mlýnice a moučného skladu je největší budovou z celého areálu a v současnosti se dělí na tři křídla.
- Bývalá mlýnice – Křídlo má šest pater, z toho jedno podzemní s garážemi. Na parcele protáhlého lichoběžníku nesou cihlové zdi trojtraktovou konstrukci, kterou rozdělují dvě schodiště. Nad jedním se nachází věž s bývalou požární nádrží. Vnitřní konstrukci podpírají litinové sloupy a dřevěné trámové stropy. V letech 2006 až 2008 proběhla rekonstrukce, při které na východě vznikla skleněná přístavba. Fasáda vytváří rastr z červených cihel, do kterého jsou vsazena kovová okna. V budově sídlí například společnosti HBO Europe (interiéry v roce 2008 vytvořil Šimon Caban) nebo Etnetera (interiéry podle Otakara Chocholy a ateliéru Monom z roku 2015).
- Bývalý moučný sklad – Křídlo má v současnosti devět pater, z toho jedno podzemní, sedm historických nadzemních a jedno skleněné, které vzniklo po přestavbě v letech 2006 až 2008. Na parcele protáhlého lichoběžníku se nachází železobetonová skeletová konstrukce. Fasády budovy jsou přizpůsobené fasádám bývalé mlýnice.
- Spojovací křídlo, tzv. krček – Pětipodlažní skleněná novostavba z let 2006 až 2008.